# Hajin
Hajin (tiếng Ả Rập: هجين, cũng đánh vần là Hajeen) là một thành phố nhỏ ở miền đông Syria, một phần hành chính của Tỉnh Deir ez-Zor, nằm dọc theo sông Euphrates, phía nam Deir ez-Zor. Các địa phương gần đó bao gồm al-Abbas ở phía tây, al-Ramadi ở phía nam và Gharanij ở phía bắc. Theo Cục Thống kê Trung ương Syria, Hajin có dân số 37.935 người trong cuộc điều tra dân số năm 2004. Đây là trung tâm hành chính của một nahiyah ("phó huyện") của quận Abu Kamal. Phân khu Hajin bao gồm bốn thị trấn có dân số tập thể là 97.970 vào năm 2004. Bộ lạc al-Shaitat là bộ lạc lớn nhất trong khu vực. Bắt đầu từ năm 2017 và trong hầu hết năm 2018, Hajin từng là trụ sở và thủ đô thực tế của Nhà nước Hồi giáo Iraq và tổ chức khủng bố Levant. Thị trấn đã bị bắt bởi đa số người Kurd Lực lượng Dân chủ Syria vào ngày 14 Tháng 12 năm 2018 sau một tuần và một nửa số vụ đụng độ nặng và mãnh liệt không kích bởi một Mỹ -led Combined Joint Task Force - Operation vốn có Resolve Coalition quốc tế.

## Lịch sử
Năm 1940, nhà nhân chủng học Henry Field đã xác định Hajin là địa điểm của liên minh bộ lạc Al Bu Hardan dưới quyền một thủ lĩnh tên là Manawakh al Khalil và ông đã ký hiệu họ là chủ sở hữu từ thiện. Một charid được Field mô tả là một thiết bị được sử dụng để kéo nước lên các bờ dốc dưới sức lao động của vật nuôi để nó có thể được sử dụng cho tưới tiêu.

### Nội chiến Syria
Thành phố này nằm dưới sự chiếm đóng của Nhà nước Hồi giáo Iraq và Levant (ISIL) vào năm 2014 trong cuộc Nội chiến Syria. Vào cuối tháng 11 năm 2017, Hajin trở thành thành phố thủ đô trên thực tế của ISIL sau khi họ mất các thành trì Raqqa, Mayadin, Al-Qa'im và Abu Kamal dưới tay chính phủ Syria, Iraq và các lực lượng do người Kurd lãnh đạo.
Vào ngày 28 tháng 12 năm 2017, Lực lượng Dân chủ Syria đã đến thành phố Hajin và bắt đầu chiến dịch loại bỏ ISIL. Hành động này là một phần của Chiến dịch Cizire Storm của SDF. Năm 2018, tình báo Iraq và một số chuyên gia tin rằng thủ lĩnh ISIL Abu Bakr al-Baghdadi đang ẩn náu ở Hajin, do sự tập trung của lực lượng ISIL và lãnh đạo trong thành phố, mặc dù chưa có bằng chứng trực tiếp nào cho thấy chính al-Baghdadi đã có mặt ở đó  Vào tháng 3 năm 2018, SDF đã tạm dừng chiến dịch chống lại Hajin để bảo vệ Afrin khỏi Quân đội Thổ Nhĩ Kỳ xâm lược, nhưng chiến dịch được nối lại vào ngày 24 tháng 4 năm 2018. Vào ngày 22 tháng 6 năm 2018, các lực lượng liên minh do Hoa Kỳ lãnh đạo đã phát tờ rơi trên Hajin và trong khu vực Abu Khater. Vào ngày 10 tháng 9 năm 2018, SDF đã phát động một cuộc tấn công nhằm chiếm lấy Hajin và khu vực xung quanh nó. Một báo cáo ước tính rằng khoảng 4.000 máy bay chiến đấu ISIL đang bảo vệ thành phố, mặc dù các báo cáo khác đưa số lượng máy bay chiến đấu ISIL từ 1.500 đến 2.500. Vào ngày 22 tháng 8 năm 2018, Nhà nước Hồi giáo đã cố gắng phản công để phá vỡ vòng vây của Hajin nhưng đã bị đẩy lùi. Vào ngày 11 tháng 9 năm 2018, SDF đã tiến lên Hajin với sự hỗ trợ của liên minh Hoa Kỳ. Vào ngày 31 tháng 10 năm 2018, SDF đã đình chỉ hoạt động tại Deir ez-Zor, bao gồm cả những nỗ lực của họ chống lại ISIL ở Hajin, như một phản ứng trước các cuộc tấn công của Thổ Nhĩ Kỳ chống lại các khu vực do SDF nắm giữ ở miền bắc Syria. Vào ngày 4 tháng 12 năm 2018, sau khi nối lại cuộc tấn công của họ chống lại Hajin, SDF đã vào thị trấn và bắt đầu cuộc chiến chống ISIL để kiểm soát thành phố. Vào ngày 14 tháng 12 năm 2018, phát ngôn viên của SDF Lilwa al-Abdallah nói rằng các hoạt động quân sự đang diễn ra để chấm dứt hoàn toàn ISIL và ngay sau đó, chúng tôi sẽ kỷ niệm ngày giải phóng hoàn toàn của Hajin. Nó cho biết các túi nhỏ kháng ISIL sẽ bị loại bỏ trong hai ngày tới. Hajin bị bắt vào tháng 12 năm 2018.

Hajin là trung tâm hành chính của Nahiya Hajin của quận Abu Kamal.